# Andrew Drew
Andrew I. Drew (febbraio 1885 – Bath Township, 12 giugno 1913) è stato un tennista statunitense.
Disputò i tornei di singolare e doppio di tennis ai Giochi olimpici di Saint Louis 1904. Nel torneo singolare fu sconfitto ai sedicesimi mentre nel torneo di doppio, assieme a Douglas Turner, fu sconfitto agli ottavi.